# Indasia Gewürzwerk

Logo

Die Indasia Gewürzwerk GmbH ist ein Hersteller von Mischgewürzen in Georgsmarienhütte (Niedersachsen), der sowohl die Industrie, das Handwerk als auch den Handel der Nahrungsmittelbranche beliefert. Indasia gehört seit 1975 zur Moguntia Food Group.

## Produkte
Das Sortiment der Indasia umfasst sowohl Rohgewürze, Gewürzmischungen, Gewürzmarinaden, Würzsaucen als auch Flüssig-Compounds. Des Weiteren bietet das Unternehmen Gütezusätze und Technologielösungen in Form von Kutterhilfsmitteln, Zartmachern, Starterkulturen, Aromen etc. für die Fleischverarbeitung an sowie Kunstdärme und Netze für Braten- und Schinkenstücke.

## Niederlassungen
Die Indasia Gewürzwerk GmbH hat ca. 40 Niederlassungen, die sich über 4 Kontinente erstrecken, so z. B. in sämtlichen europäischen Ländern, in den USA, in Südamerika, in Japan, in Südkorea und in Tunesien.

## Geschichte
Am 8. August 1949 wurde die India-Gewürzwerk GmbH von Hans Wulfes in Osnabrück gegründet. Im Jahr 1956 erfolgte die Gründung eines Patent-Pools mit der Firma AVO für darmähnliche Schinkennetze mit elastischen Quermaschen. Aufgrund von erforderlichen Kapazitätserweiterungen zog die India 1963 von Osnabrück nach Georgsmarienhütte, dem aktuellen Standort.
Im Jahr 1970 wurden die drei Standbeine der India (klassische Wurstgewürze, technologische Gütezusätze und Schinkennetze) durch die Einführung der Haushaltsgewürz-Linie erweitert und für sämtliche Drucksachen wurde 1975 ein neues CI entworfen, woraus der Slogan des Unternehmens India – dem Geschmack zuliebe! resultierte. 1976 wurden zum ersten Mal die India-Fernreisen in die Länder, wo der Pfeffer wächst mit einer Beteiligung von etwa 300 Personen durchgeführt. Zudem wurde die Kaltvermahlung von Gewürzen eingeführt.
Im Jahr 1989, dem Jahr des vierzigjährigen Bestehens, überschritt die Anzahl der Aufträge pro Jahr erstmals die Marke von 50.000. 1990 erfolgte die Umfirmierung in Indasia Gewürzwerk GmbH, da der Name India (englisch für Indien) nicht geschützt werden konnte und damit erfolgte auch die Änderung des Firmenslogans zu Indasia – dem Geschmack zuliebe! Indasia ist IFS- und Halal-zertifiziert. 2012 wurde Indasia nach von Kritikern als wirkungslos bewerteten RSPO-Kriterien zertifiziert. 2013 wurden mit fast 200 Beschäftigten bei einem Umsatz von 38 Millionen Euro etwa 13.000 t Gewürzmischungen erzeugt.